# Meldpunt 6061
Meldpunt 6061 was vanaf 2009 een meldpunt en alarmnummer van het Rotterdamse openbaarvervoerbedrijf RET.

## Werking
Bij agressie, vandalisme, bedelen, als iemand lastiggevallen werd of bij andere sociaal onveilige situaties, kon een reiziger een e-mail sturen naar RET6061ret.nl met daarin een vermelding van het soort incident, voertuignummer en/of station. Hierop kon de bewaking van de RET besluiten een voertuig eventueel stil te leggen, de dader op te wachten op een station of de politie in te schakelen. Bij geweld diende 112 gebeld te worden.

## Evaluatie en einde
Uit een evaluatie in augustus 2010 bleek dat de RET redelijk tevreden was over het resultaat van het meldpunt. In 2017 bleek het systeem buiten gebruik te zijn gesteld.